# Peter Singer

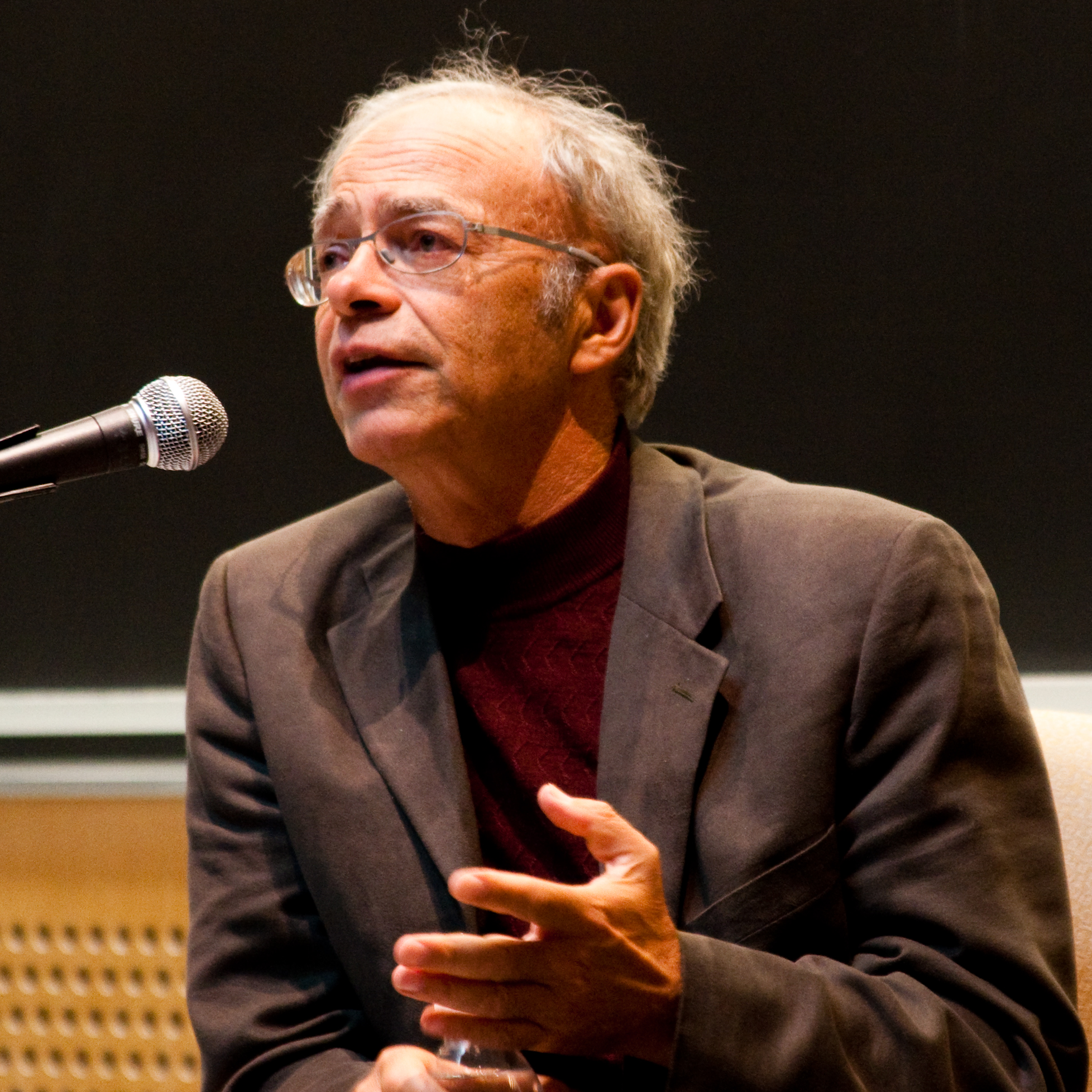

Peter Singer (n. 6 iulie 1946, Melbourne) este un filosof australian.
S-a născut în familia unor evrei din Viena, care, în 1938, s-au refugiat în Australia. 
Trei dintre bunicii săi au fost omorâți în Holocaust.
A studiat la Universitatea din Melbourne și a obținut gradul de magistru în 1969. Și-a continuat studiile la Universitatea Oxford, iar în 1975 a publicat cartea Animal Liberation, prin care a devenit unul din fondatorii mișcării pentru drepturile animalelor. Din anul 1999 este profesor de bioetică la Universitatea Princeton și profesor de onoare la Melbourne.
Peter Singer este căsătorit din anul 1968 cu Renata Diamond și are trei fiice.
Singer a fost denumit în 2019 „poate cel mai influent intelectual public”. În 2018 un parlamentar laburist australian (din 2022 ministru adjunct, iar din 2023 dublu ministru adjunct) l-a denumit „unul din cei mai influenți filosofi din lume”.

## Premii și onoruri
- 2011 Premiul Fundației Giordano Bruno